# ماثيو برايان أمانينغ
ماثيو برايان أمانينغ (بالإنجليزية: Matthew Bryan-Amaning)‏ مواليد 9 مايو 1988 في لندن، هو لاعب كرة سلة بريطاني. بدأ مسيرته الاحترافية في سنة 2011. يحمل الرقم 11. يبلغ طوله 6 قدم 9 بوصة (2.1 م).

## المسيرة الاحترافية
لعب مع نادي رادنيتشكي كراغوييفاتس لكرة السلة في موسم 2012–2013، ثم لعب مع لندن لايونز في سنة 2013، ثم لعب مع نيكار ريزن لودفيغسبورغ في الدوري الألماني في سنة 2014، ثم لعب مع سان لورينزو في سنة 2016.

## روابط خارجية
- ماثيو برايان أمانينغ على موقع الاتحاد الدولي لكرة السلة (الإنجليزية)
- ماثيو برايان أمانينغ على موقع كرة السلة الأوروبية.كوم (الإنجليزية)
- ماثيو برايان أمانينغ على موقع كلية كرة السلة في سبورتس رفرنس.كوم (الإنجليزية)
- ماثيو برايان أمانينغ على موقع ريلجم (الإنجليزية)
- ماثيو برايان أمانينغ على موقع بروبوليرز (الإنجليزية)
- ماثيو برايان أمانينغ على موقع سبورتس رفرنس (الإنجليزية)